# Išuwa

Išuwa im Osten Anatoliens zur Zeit der Hethiter.

Išuwa war ein bronzezeitliches Königreich in Anatolien. Der Name ist seit dem zweiten Jahrtausend v. Chr. belegt.

## Das Gebiet
Išuwa lag am oberen Euphrat in der Gegend von Elazığ in der heutigen Türkei. Das Flusstal ist hier vom Antitaurus umgeben. Nach Nordosten hin schließt sich eine Ebene an, die bis zum Pontus reicht. Durch die Fülle von Quellen und reichlichen Niederschlag ist die Ebene Altınova für die Landwirtschaft gut geeignet. Darüber hinaus enthalten die Berge um die Ebene reiche Kupfervorkommen, die schon in der Antike abgebaut wurden.

## Die Bewohner
Der Name Išuwa könnte vom altindoiranischen *ashwas für Pferd abstammen und damit das Land der Pferde bedeuten. Es ist nicht klar, welches Volk die Gegend vor den Armeniern bewohnte. Die Bevölkerung könnte aus einer Mischung aus Hattiern, Hurritern, und Verwandten der Hethiter bestanden haben. Klengel hält  Hurriter für die Hauptbevölkerung, Kosyan glaubt an eine Mischung aus hurritischen und indo-arischen Elementen. Die Namen der Könige  Eḫli-Šarrumma („Šarrumma rettet“) und Ari-Šarrumma („Šarrumma gibt“) aus dem 13. Jahrhundert sind hurritisch.

## Geschichte
Išuwa war eines der Gebiete, in denen sich die Landwirtschaft recht früh entwickelt hatte. Den ersten Staat gab es wohl schon im dritten Jahrtausend v. Chr. Schriftzeugnisse über Išuwa tauchen erst tausend Jahre später auf. Den wichtigsten Teil davon stellen hethitische Texte dar; bereits zuvor jedoch wird das Gebiet als Išua beschrieben.

### Hethitische Periode
Westlich an Išuwa grenzte das Obere Land des Hethiterreichs, südlich grenzte es an Mitanni. Der hethitische König Ḫattušili I. drang mit seiner Armee über den Euphrat in das Gebiet Išuwas ein und brannte einige Städte nieder. Brandspuren finden sich auch in den archäologischen Schichten der Städte. König Šuppiluliuma I. berichtete, wie zur Zeit seines Vaters Išuwa zu einem Feind wurde. Dahinter steckte wohl eine Allianz Išuwas mit dem hurritischen Reich von Mittanni gegen die Hethiter. Aus einer schlecht erhaltenen Keilschrifttafel geht hervor, wie der König von Mittanni Sauštatar mit Hilfe von Išuwa den Krieg gegen die Hethiter unter Arnuwanda I. begann. Unter Tudhalija II., dem Vater von Šuppiluliuma, flohen Truppen aus den Ländern, die sein Vater unterworfen hatte, bis jenseits von Išuwa (Ḫajaša) und ließen sich dort nieder (Šattiwaza-Šuppiluliuma-Vertrag, §1)
Es handelte sich dabei im Einzelnen um:
- URUKurtalissa
- URUArawanna
- KURZazisa
- KURKalasma
- KURTimana
- ḫur.sagHaliwa
- ḫur.sagTimana
- ḫur.sag Karna
- URUTurmitta
- KURAlha
- KURHurma
- ḫur.sag Harana
- das halbe Land KURTegarama
- die Truppen von URUTepurzija
- die Truppen von URUHazka
- die Truppen von URUArmatana

Šuppiluliuma I. überquerte den Euphrat, unterwarf Išuwa und führte die Soldaten aus den unterworfenen Ländern, die sich zur Zeit seines Vaters Tuthalias III. nach Išuwa geflüchtet hatten, nach Ḫatti zurück (Šattiwaza-Šuppiluliuma-Vertrag, §2). Er machte Išuwa zum Teil seines Reiches.
Von da an waren die Könige von Išuwa Vasallen der Hethiter. Nur einige der Könige von Išuwa sind namentlich bekannt. Einer von ihnen war Eḫli-Šarrmuma, ein anderer Ari-Šarrumma, dessen Name auf einem Siegel aus dem Tell von Korucutepe auftaucht.

### Die späthethitische Periode
Nach dem Ende des großhethitischen Reiches Anfang des 12. Jahrhunderts v. Chr. etablierte sich in Išuwa ein neues Reich. Arslantepe bei Malatya wurde Hauptstadt dieses späthethitischen Reiches. Nach den Hethitern siedelten die Phryger im Westen von Išuwa, während sich im Osten Išuwas das Reich von Urartu entwickelte. Aber der mächtigste Nachbar Išuwas war Assyrien im Süden. So wurde das Reich von Melid bald dem König Tiglat-pileser III. tributpflichtig. Malatya wurde später von Sargon II. geplündert. Zur selben Zeit fielen die Kimmerer und Skythen in Anatolien ein. Das schwächte Išuwa, so dass es dem Angriff Assyriens nichts entgegensetzen konnte. Ab dem 7. Jahrhundert bis zur Herrschaft der Römer verkamen die Städte und Orte in Išuwa infolge der Invasionen von Nomaden und Assyrern.

### Herrscher
- Eḫli-Šarrumma
- Ari-Šarrumma mit Königin Kilušḫepa

## Archäologie
Heute ist ein Großteil der Siedlungen von Išuwa Opfer der Staudämme des Euphrats geworden. Im Zuge des GAP-Projekts der Türkei wurde mit den Staudämmen Keban, Atatürk und Birecik das Tal des Euphrats überflutet.

### Ausgrabungen
Auf Betreiben von Kemal Kurdaş begann ein Team von türkischen, US-amerikanischen und niederländischen Forschern unter der Leitung von Maurits van Loon mit der Dokumentation der Siedlungen aus der Zeit Išuwas.
Die Ausgrabungen zeigen Besiedlungsspuren aus der Zeit des Paläolithikums bis hin zum Mittelalter. An den Orten Ikiztepe, Korucutepe, Norşuntepe und Pulur um den Fluss Murat wurden große bronzezeitliche Siedlungen gefunden. Sie stammen aus der Zeit vom vierten bis zum zweiten Jahrtausend v. Chr. Das Zentrum Išuwas könnte in dieser Gegend gelegen haben.
Ein anderer wichtiger Fundplatz ist Arslantepe bei der Stadt Malatya. Arslantepe liegt außerhalb der Überflutungsgebiete und wird von einem italienischen Team unter Leitung von Marcella Frangipane untersucht. Arslantepe war vom fünften Jahrtausend v. Chr. bis zur römischen Periode bewohnt.

### Kultur
Ausgrabungen zeigen Kontakte Išuwas zur Kultur von Tell Brak im Süden. Išuwa lag am äußeren Rand der Uruk-Kultur. Die Menschen Išuwas waren auch Metallverarbeiter. Bronzeverarbeitung war hier schon im vierten Jahrtausend v. Chr. bekannt. Kupfer wurde anfangs mit Arsen, dann aber mit Zinn legiert. Die frühbronzezeitliche Kultur hatte ihrerseits Verbindungen zur Khirbet-Kerak-Kultur. In der hethitischen Periode sieht man Parallelen zu den Hurritern und Zentralanatolien. Die Monumentalarchitektur war hethitisch beeinflusst. Personennamen zeigen, dass hurritische Götter wie Šarruma verehrt wurden. In späthethitischer Zeit zeigen sich Einflüsse aus Phrygien, Assyrien und Urartu. Nach dem Einfall der Skythen sind auch skythische Gräber nachweisbar.